# Felosa-bilistada
A felosa-bilistada (Phylloscopus inornatus) é uma ave da família Phylloscopidae.
Esta espécie distribui-se principalmente pela Ásia e inverna no Nepal, na China, na Malásia e na Tailândia. Na Europa é uma espécie acidental que é observada anualmente no Outono, em pequenos números.